# Sociedad Deportiva Escoriaza
Sociedad Deportiva Escoriaza fue un club de fútbol español con sede en Zaragoza, en la comunidad autónoma de Aragón. Disputó la Segunda División de España 1953-54, en la que descendió como último. El club se disolvió tras esta temporada.

## Historia
El club fue fundado en 1921, pero fue inscrito en la Real Federación Española de Fútbol en 1929, jugando en las divisiones regionales hasta 1932. Tras años de inactividad, volvió a competir en 1940, llegando a la Tercera División cuatro años después.
Escoriaza ascendió a la Segunda División para la temporada 1953-54, pero fue descendido ese mismo año al quedar último en su grupo, a cuatro puntos de la promoción de permanencia y a siete de la salvación. 
Tras la absorción de la empresa propietaria del club, Material Móvil y Construcciones (originalmente Carde y Escoriaza) por Construcciones y Auxiliar de Ferrocarriles, el club fue disuelto.

## Temporadas
| Season    | Tier     | Division | Place    | Copa del Rey  |
| --------- | -------- | -------- | -------- | ------------- |
| 1929–30   | 6        | 3ª Reg.  |          |               |
| 1930–31   | 6        | 3ª Reg.  | 1º       |               |
| 1931–32   | 5        | 2ª Reg.  |          |               |
| 1932–1940 | Inactivo | Inactivo | Inactivo |               |
| 1940–41   | 5        | 2ª Reg.  | 1º       |               |
| 1941–42   | 3        | 1ª Reg.  | 2º       |               |
| 1942–43   | 3        | 1ª Reg.  | 2º       |               |
| 1943–44   | 4        | 1ª Reg.  | 1º       | Primera ronda |
| 1944–45   | 3        | 3ª       | 8º       |               |

| Season  | Tier | Division | Place | Copa del Rey  |
| ------- | ---- | -------- | ----- | ------------- |
| 1945–46 | 3    | 3º       | 4º    |               |
| 1946–47 | 3    | 3ª       | 8º    |               |
| 1947–48 | 3    | 3ª       | 3º    | Primera ronda |
| 1948–49 | 3    | 3ª       | 8º    | Segunda ronda |
| 1949–50 | 3    | 3ª       | 9º    |               |
| 1950–51 | 3    | 3ª       | 4º    |               |
| 1951–52 | 3    | 3ª       | 4º    |               |
| 1952–53 | 3    | 3ª       | 1º    |               |
| 1953–54 | 2    | 2ª       | 16º   | Primera ronda |